# Robert Lawley (1er baron Wenlock)
Pour l’article homonyme, voir Robert Lawley (5e baronnet).
Robert Lawley, 1er baron Wenlock (1768 - 10 avril 1834) est un propriétaire terrien et homme politique britannique.

## Biographie
Il est le fils aîné de Robert Lawley (5e baronnet) et de Jane Thompson. Il fréquente l'école militaire de Brienne, en France, à l'époque où Napoléon Bonaparte y est. 
Son siège familial est Canwell Hall, Staffordshire et il est haut shérif du Staffordshire en 1797. 
Il épouse Anna Maria Denison (décédée en 1850), fille du banquier Joseph Denison, mais le couple est sans enfants. En 1825, il se lie d'amitié avec John Hollins et ils voyagent ensemble en Italie. 
Il est élevé à la pairie en tant que baron Wenlock, de Wenlock dans le Shropshire en 1831. Il est décédé à Florence. 